# Манас (річка)
Манас (англ. Manas; в Бутані має назву Дрангме) — річка в Індії та Бутані загальною протяжністю 375 км. Є притокою річки Брахмапутра. Починається на південних схилах центральних Гімалаїв. Річка протікає через Бутан в південно-західному напрямку.
Площа басейну 41 350 км². Під час літніх мусонів в нижній течії часто розливається по навколишніх долинах, створюючи повені. У зимовий посушливий період перетворюється на мілку і вузьку річку.
Судноплавство на річці можливо лише в її нижній течії.

## Фотогалерея

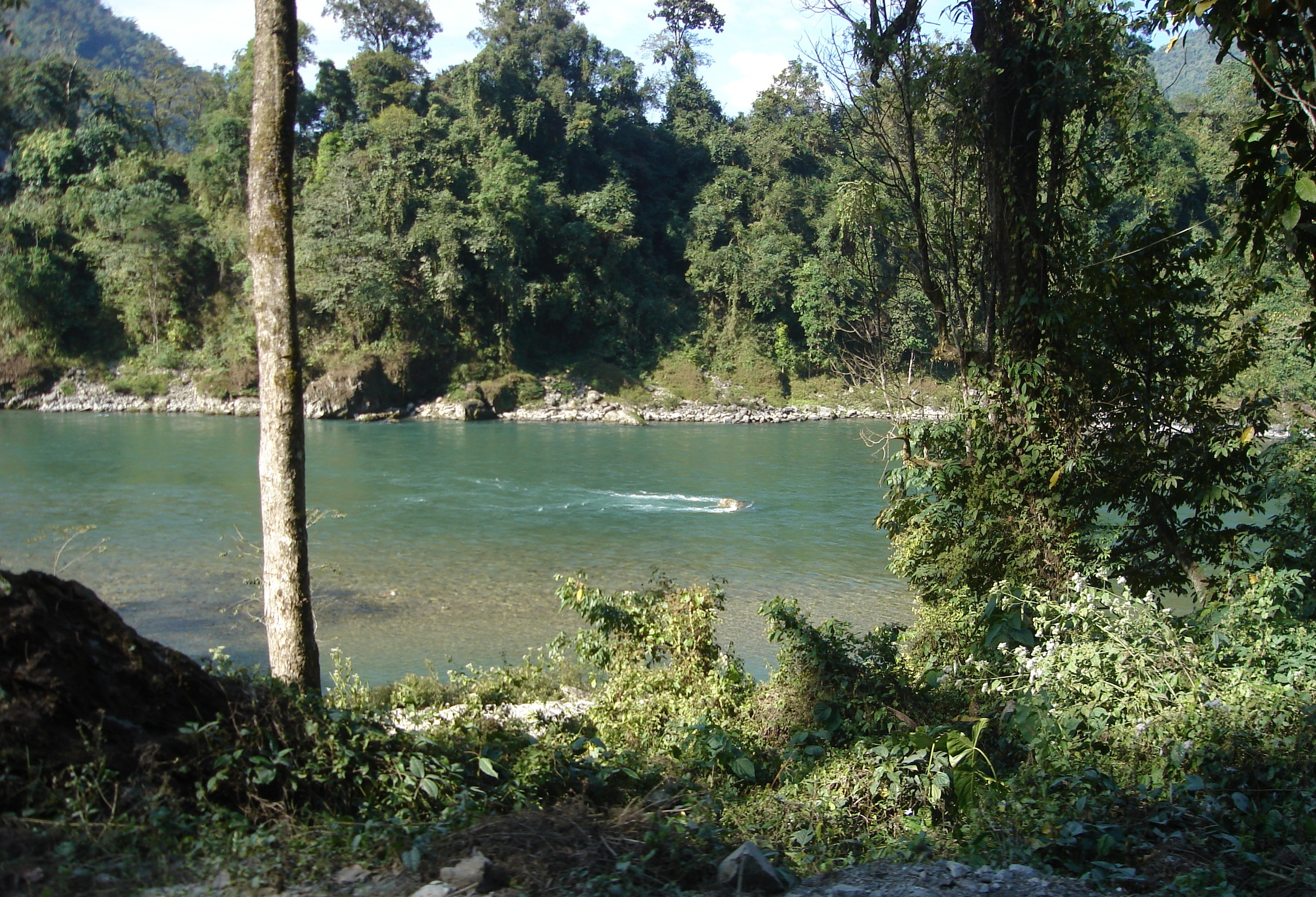
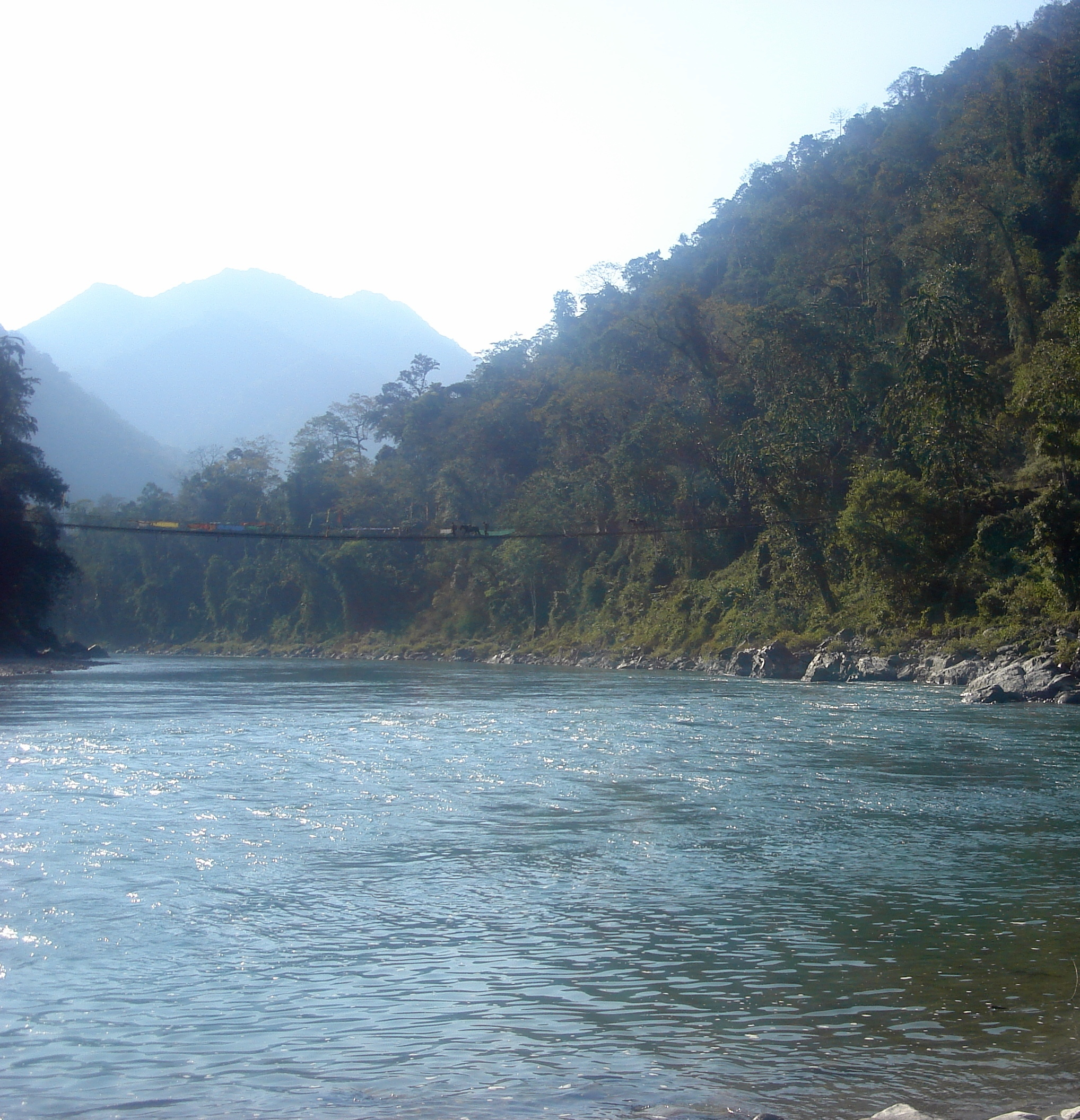
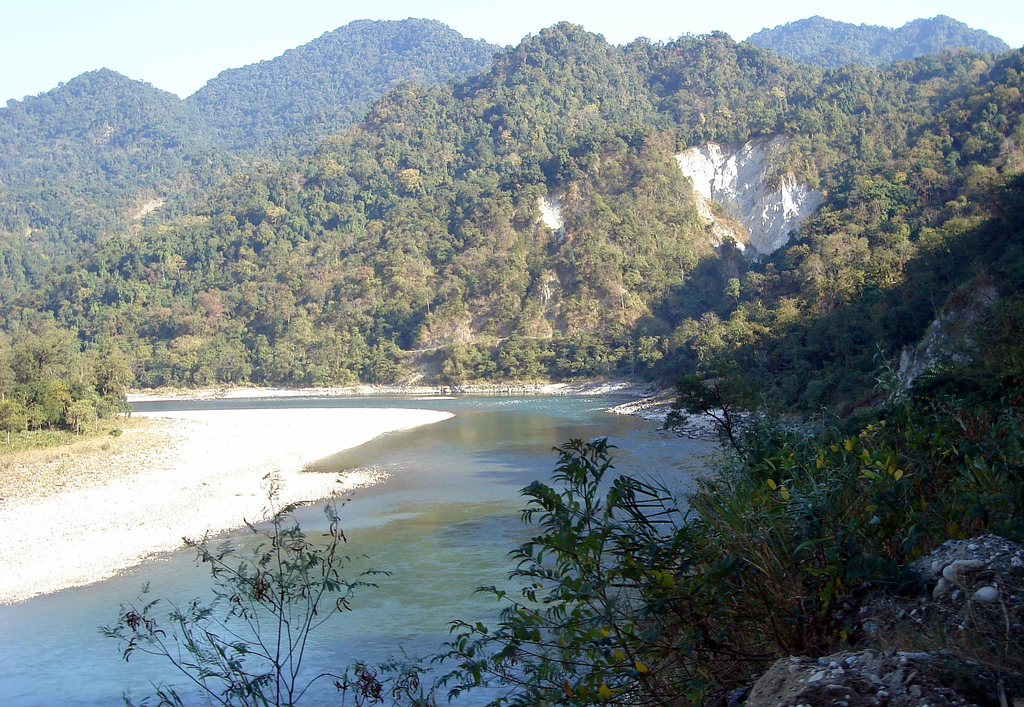